# Операція «Бюффель» (1943)
Операція «Бюффель» (нім. Bϋffel — Буйвіл, також «Бюффельбевегунг» — Рух буйвола та «Бюффельштеллюнг» — Позиція буйвола) (1 березня 1943 — 30 березня 1943) — операція німецьких військ у Другій світовій війні з евакуації 9-ї та частини 4-ї армії з району Ржевського виступу. В результаті успішного проведення операції Вермахту вдалось ліквідувати спробу оточення своїх армій, скоротити лінію фронту з 530 до 200 км та вивільнити резерви, які було використано на інших ділянках.

## Передумови
17 січня 1943 року радянські частини Калінінського фронту оволоділи містом Великі Луки. У результаті цього німецькі війська опинились перед загрозою оточення на Ржевському виступі. 6 лютого, після багаторазових звернень командування групи армій «Центр» і начальника Генштабу генерала Цейтлера, Гітлер дозволив відвести 9-ту і частину 4-ї армії на лінію Духовщина — Дорогобуж — Спас-Деменськ.
Операція отримала назву «Бюффель» (Буйвіл). Її основною метою було вирівняти лінію фронту та вивільнити частину дивізій як резерв. Відповідальним за виконання призначили командувача 9-ї армії генерал-полковник Вальтер Модель.

## Підготовчий етап
Згідно з планом операції «Бюффель» німецькі війська мали виконати наступні завдання на Ржевському виступі протягом 4-х тижнів:
- Побудувати позаду нову лінію оборони.
- Обладнати для відступу окремі оборонні рубежі.
- Очистити армійський район понад 100 км в глибину.
- Побудувати нову 200-кілометрову дорогу для автомобілів і 600-кілометрову — для саней і гужового транспорту.
- Евакуювати господарське добро (худобу, запаси врожаю, інструменти тощо) і бойову техніку (залізницею — понад 100 000 тонн вантажу, транспортними колонами — 10 000 тонн).
- Відвести за нову лінію оборони 60 000 цивільних осіб.
- Згорнути 1000 км залізничної колії та 1300 км дротів, прокласти 450 км кабельних ліній.
- Розробити план відступу окремих корпусів.

Артилерійську зброю, яку неможливо було перевезти за допомогою коней або тракторів, доправляли на нові позиції залізницею. Для економії місця в залізничних вагонах її вантажили у розібраному стані. На передовій залишили лише трофейну зброю, яка мала бути знищена під час відступу. Крім того, мінуванню та знищенню підлягав будь-який цивільний або військовий об'єкт, який не міг бути вивезений.

Окремим етапом в проведені операції була евакуація цивільного населення. Генерал Вермахту Ф.-В. фон Меллентін у книзі «Танкові битви 1939—1945 років» наголошував на добровільному залишені Ржева більшістю місцевих мешканців:
Найсерйознішою проблемою виявилася евакуація цивільного населення, оскільки при проведенні операції «Буйвіл» все населення, старі і малі, здорові і хворі, селяни й городяни, усі наполягали на евакуації, такий сильний був жах перед солдатами і комісарами їхньої власної країни.

Про добровільну допомогу цивільного населення під час підготовки операції згадує і командир 6-ї піхотної дивізії Вермахту Горст Гросман: 
Пропускна здатність доріг була життєво важливою для успіху операції. Тому доводилося постійно розчищати їх. Цим займалися спеціально сформовані цивільні роти. Бідні люди були раді можливості перебувати при німецьких частинах і одержувати від них постачання. Роти брали участь також у підготовці оборонних рубежів для відходу…

Радянська та сучасна російська історіографія відкидає можливість добровільної евакуації місцевих мешканців. Цивільне населення могло бути виведене з території Ржевського виступу для відрядження на примусові роботи та для уникнення диверсій на стадії підготовки та проведення операції «Бюффель»: 
На захід відправляли, нібито за власним бажанням, тисячі мирних мешканців.
Підготовчий етап проводився в режимі таємності. Завантаження залізничних вагонів та евакуація техніки і цивільних відбувались, як правило, вночі.
28 лютого 1943 року Вальтер Модель призначив початок операції на 19 годину 1 березня. Ар'єргардні загони прикриття повинні були залишити передову і Ржев о 18 годині 2 березня.

## Хід операції

Операція «Бюффель». Лінія фронту з 1 по 30 березня 1943 року

1 березня 1943 року німецькі війська розпочали операцію «Бюффель». О 19 годині основна частина військ відійшла на підготовлені позиції. У місті Ржев залишились лише загони прикриття. Вони залишили місто о 18 годині 2 березня. Напередодні відходу німецькі сапери підірвали міст через Волгу. Між штабом Гітлера і підривною командою було організовано телефонний зв'язок, оскільки Гітлер особисто хотів почути вибух мосту.
5 березня війська Вермахту досягли оборонного рубежу Сичовка — Білий та утримували його до 7 березня. У лісах біля Сичовки німці наштовхнулись на активний опір партизанських загонів, які обстрілювали автоколони та авангардні частини армії, що відступала, а також шкодили телефонні лінії. 8 березня німецькі війська залишили Сичовку, 10 березня — Білий, а 12 березня — Вязьму.
Станом на 14 березня більша частина військових з'єднань вже була виведена на позицію «Бюффель». Нова лінія оборони була забезпечена дротовими загородженнями і мінними полями, посилена вогневими точками і бліндажами.
Із середини березня розпочалась відлига і просування армії уповільнилось. У другій половині березня німці успішно відбили спроби 1-го та 5-го танкових корпусів Червоної армії оточити їх в районі Спас-Деменська та Єльні.
30 березня 1943 року евакуація німецьких військ із Ржевського виступу була завершена.

## Контрзаходи Червоної армії
Ще 6 лютого 1943 року Ставка ВГК видала директиву № 30043 про підготовку наступу на центральній ділянці радянсько-німецького фронту «з метою… виходу в тил ржевсько-вяземсько-брянського угруповання супротивника…». Радянське командування планувало «підрізати» Ржевський виступ, провести оточення та знищення основних сил групи армій «Центр».
18 лютого роботи з відступу німецьких військ виявила розвідка Західного, а 23 лютого — Калінінського фронтів. У донесеннях говорилося, що окремі групи супротивника відходять у західному напрямку, частина артилерії підтягується ближче до доріг, а частина бліндажів, мостів, будинків і залізничне полотно готуються до підриву.
Попри це радянське командування відреагувало на відступ частин Вермахту з позицій із запізненням. Командуючий 30-ю армією Володимир Колпакчи, одержавши розвідувальні дані про відхід німецьких військ, довго не наважувався віддати наказ про перехід армії в наступ і віддав його лише о 14:30 2 березня. О 17:15 того ж дня з'явилася директива Ставки ВГК № 30062, у якій військам Калінінського і Західного фронтів наказувалося негайно вжити заходів щодо переслідування відступаючих військ супротивника.
Вранці 3 березня 1943 року радянські війська увійшли до міста Ржев. Розвідка доповіла, що німців немає не тільки у самому Ржеві, але й далі на захід на підступах до Оленіно.

Події 2—3 березня отримали діаметрально протилежні оцінки від представників протидіючих сторін. Так ситуація 2—3 березня навколо Ржева у доповіді 9-ї армії Вермахту подавалася наступним чином: 
Ввечері 2 березня 1943 року останні німецькі ар'єргарди, невитиснені ворогом, покинули вже давно залишене місто. В інтересах загальної операції … армія без будь-якого ворожого тиску здала територію, завойовану у важкій боротьбі…

За повідомленням Радінформбюро від 3 березня ті ж самі події представлялися інакше: 
Кілька днів назад наші війська почали рішучий штурм міста Ржев. Німці давно вже перетворили місто й підступи до нього в сильно укріплений район. Сьогодні, 3 березня, після тривалого і запеклого бою наші війська оволоділи Ржевом.
4 березня радянські війська взяли під контроль Оленино, 5 березня — Гжатськ, 8 березня — Сичовку, 10 березня — Білий, а 12 березня — Вязьму. Переслідування військ Вермахту ускладнювалося добре обладнаними оборонними позиціями німців, мінними полями та зруйнованими комунікаціями. Частинам Червоної армії вдавалось долати лише по 6—7 км за добу.
У другій половині березня війська Західного фронту зробили спробу відрізати німецькі війська від орловсько-брянського угруповання, але після кількох днів боїв, втративши 132 танки, 1-й і 5-й танкові корпуси Червоної армії припинили атаки.
22 березня радянські війська вийшли на рубіж Духовщина — Дорогобуж — Спас-Деменськ, на якому закріпилися війська групи армій «Центр». Зустрівши активний опір, при скороченні підвозу боєприпасів і продовольства через відрив від своїх баз постачання, Червона армія була змушена припинити наступ.

## Результати операції «Бюффель»

Німецький протитанковий дивізіон на марші, березень 1943 року

З військової точки зору операція «Бюффель» була зразково спланованою і реалізованою евакуацією військ. Під час проведення операції було досягнуто таких результатів:
- Ліквідовано Ржевський виступ, а разом з ним можливість оточення 9-ї армії Вермахту радянськими військами. Лінія фронту скоротилася з 530 до 200 км.
- Вермахт вивільнив для подальшого використання на інших ділянках фронту такі резерви:
  - 1 штаб армії,
  - 4 штаби корпусів,
  - 15 піхотних дивізій,
  - 2 моторизовані дивізії,
  - 3 танкові дивізії,
  - 1 кавалерійську дивізію СС[7].
- Всі об'єкти військового значення (мости, вокзали, водонапірні башти, залізничні шляхи, автостради) було зруйновано.

### Документи
- Русский архив: Великая Отечественная. Ставка ВГК: Документы и материалы. 1943 год. — М. : ТЕРРА, 1999. — Т. 16 (5–3). — 360 с. — 3000 прим. — ISBN 5-300-02007-9. (рос.)

### Мемуари
- Гроссман Хорст. Ржев - краеугольный камень Восточного фронта. — Ржев : «Ржевская правда», 1996. — 155 с. — ISBN 588058-003-2. (рос.)
- Хаупт В. Сражения группы армий «Центр». Взгляд офицера вермахта. — М. : Яуза, Эксмо, 2006. — 352 с. — (Сражения ВОВ) — 5000 прим. — ISBN 5-699-16986-5. (рос.)